# Morlaix
Morlaix (výslovnost [morle], bretonsky Montroulez) je francouzské město v departementu Finistère v Bretani. Město je sídlem podprefektury arrondissementu Morlaix. 

## Geografie
Morlaix leží na severu departementu Finistère při soutoku řek Jarlot a Queffleut. Ve městě se nachází vysoký železniční viadukt.

## Vývoj počtu obyvatel
Počet obyvatel

## Slavní obyvatelé
- Jean Coatanlem, korzár
- Nicolas Coatanlem, obchodník a námořník
- Charles Cornic, korzár
- Michel Behic, starosta a bankéř
- Armand Joseph Dubernad, obchodník a bankéř
- Louis-Alexandre Expilly de la Poipe, biskup
- Lannux de la Chaume, obchodník
- Jean-Victor Moreau, generál
- Édouard Corbière, spisovatel a novinář
- Tristan Corbière, básník
- Emile Souvestre, spisovatel
- Paul Sérusier, malíř
- Francis Gourvil, spisovatel.
- Michel Mohrt, spisovatel
- Julien Guiomar, herec
- Brigitte Fontaine, herečka a zpěvačka
- Dominique Lavanant, herečka
- Jean-Michel Caradec, zpěvák
- Marylise Lebranchu, politička

## Partnerská města
- Würselen, Německo
- Truro, Cornwall, Spojené království
- Réo, Burkina Faso
- Chełm, Polsko